# Nobunaga no chef
Nobunaga no chef (信長のシェフ?, Nobunaga no shefu) è un manga seinen scritto da Mitsuru Nishimura e illustrato da Takuro Kajikawa, pubblicato su Shūkan Manga Taimusu di Hōbunsha con cadenza bisettimanale dal 18 marzo 2011 al 12 aprile 2024. È stato anche adattato in una dorama di 8 puntate, prodotto da TV Asahi e trasmesso dall'11 gennaio al 15 marzo 2013.

## Trama
Un giovane cuoco di nome Ken (ケン) viene misteriosamente trasportato indietro nel tempo al periodo Sengoku. Persa la maggior parte dei suoi ricordi e ritrovatosi nel mezzo di una battaglia, viene scambiato per una spia nemica dai soldati di entrambi gli schieramenti, che subito gli danno la caccia. Durante la sua fuga Ken incontra Natsu (夏), una giovane ragazza fabbro, che lo accompagnerà nelle sue traversie. Grazie alle sue abilità culinarie, Ken viene presto reclutato come chef personale di Oda Nobunaga.

## Media

### Live action

#### Star ospiti
- Toshiya Sakai: Mihara
- Hirotaro Honda: Ep.2
- Kensei Mikami: Ep.2
- Seizo Fukumoto: Ep.3
- Kazuyuki Aijima: Ep.4
- Hiroko Nakajima: Ep.4
- Ikkei Watanabe: Ep.6
- Leo Morimoto: Ep.9